# 不謹慎な宝石
『不謹慎な宝石』（ふきんしんなほうせき、原題：Les Bijoux indiscrets）または『お喋りな宝石』（おしゃべりなほうせき）は、ドゥニ・ディドロによる艶笑小説・風刺小説である。「宝石」は俗語で女性器（まんこ）を意味している。コンゴ王国の国王であるマンゴギュルが、女性の「宝石」に過去の性遍歴を話させることができる魔法の指輪を使って巻き起こす騒動を描く。コンゴ王国はフランスを、マンゴギュルはルイ15世を指していることは明らかで、当時の頽廃した風俗を痛烈に皮肉った風刺小説であったので、後にディドロが投獄される一因となった。

## 作品概要

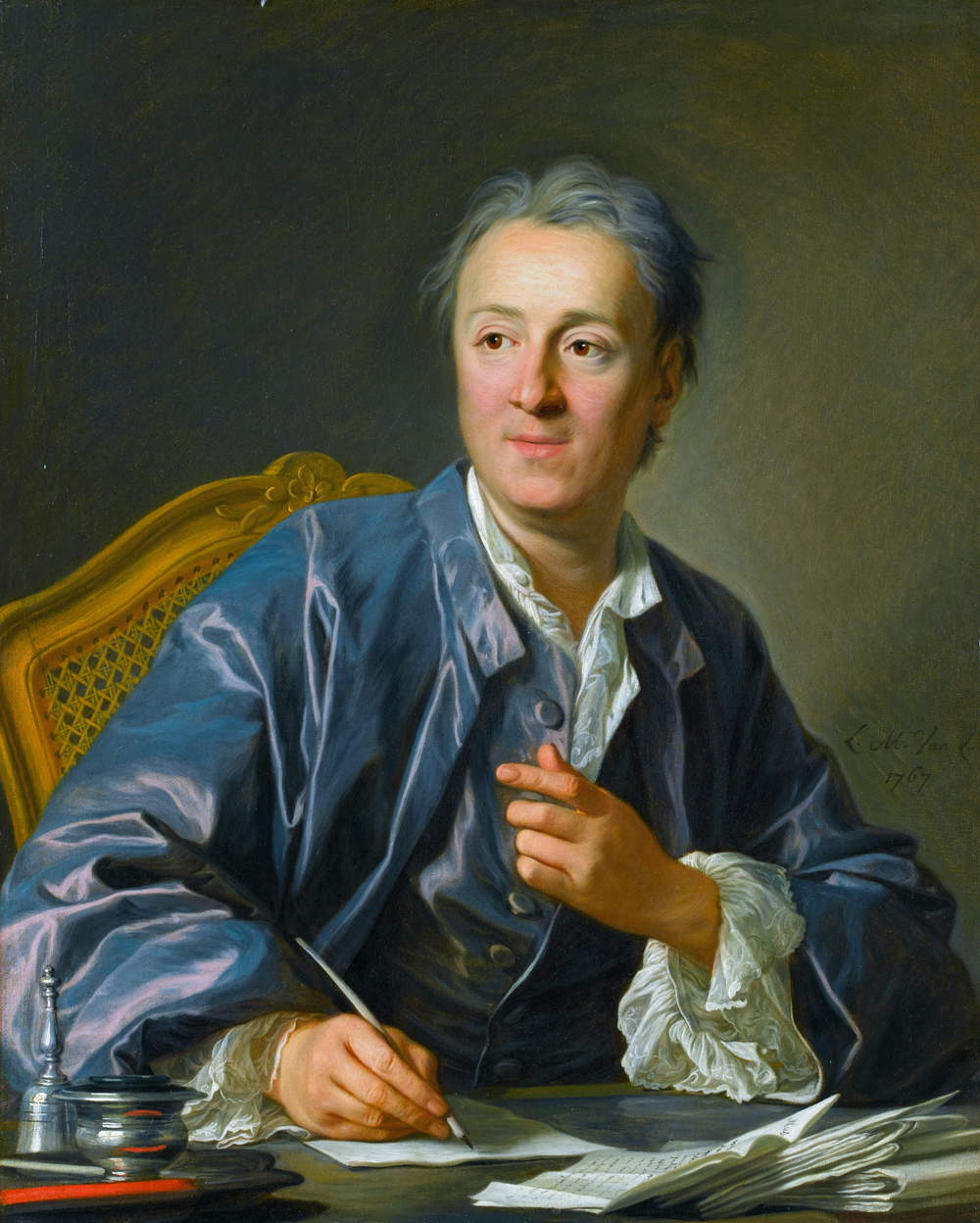
ドゥニ・ディドロ

『不謹慎な宝石』は、ドゥニ・ディドロが初めて書いた小説で、1747年に執筆されて1748年に出版された。そのころのパリでは、クレビヨン・フィスの『ソファ』などをはじめとする艶笑小説がたくさん刊行されていた。ディドロの愛人ビュイジュー夫人がクレビヨンの文才を褒め讃えたので自尊心を刺激されて、わずか15日で書き上げたと言われている。こうして1747年に執筆された『不謹慎な宝石』は、筆者名に「モノモタバ」という変名を用いてディドロの作であることを伏せて1748年にオランダで刊行された。出版されるとたちまち人気となって、数か月で6版を重ね、1756年・1772年・1786年に新版が出され、1749年には英語版も出版されている。最初は現在の第16章・第18章・第19章の部分は存在しなかったが、1798年に追加された。
物語は、コンゴ王国のバンザを舞台にして、国王マンゴギュルが、女性の「宝石」に過去の性遍歴を話させることができる魔法の指輪を手に入れるところから始まって、宮廷の上流婦人をはじめとして様々な階層の女性の性遍歴を告白させていく。特に第47章『旅する宝石』は露骨な描写で知られており、「彼は日に6回、夜も同じ回数だけ水びたしにしてくれた」「この土地では、快よい尻のほうが最も美しい女陰よりも歓迎される」などの表現が見られる。原文では、当局の検閲を逃れるためか、フランス語の他、肝心な部分は英語・ラテン語・イタリア語・スペイン語を交えて書かれている。
『不謹慎な宝石』は、ただの艶笑小説ではなくて、当時の時代風俗を皮肉った風刺とか、作者自身の自然観・人生観・芸術館などが随所に見られたので注目を集めた。コンゴ王国がフランスを、バンザがパリを、マンゴギュルがルイ15世を指していることは当時の読者には自明だった。『不謹慎な宝石』は、ディドロの皮肉な批評家としての才能が如何なく発揮されている作品として、フランス国内だけではなくてフランス国外でも読まれて、ゲーテやシラーが愛読していたことも知られている。
ディドロは、『不謹慎な宝石』の執筆時点で『哲学的思索』の著者として知られていて、1745年からは『百科全書』の作成にも関わっていたので、政府や教会から危険思想の持ち主とみられていたが、そこに『不謹慎な宝石』で特にルイ15世の宮廷の頽廃を痛烈に風刺したので、さらに危険人物としてマークされるようになった。1749年に『盲人書簡』を発表したことが危険文書執筆とされて同年7月から3ヶ月間ヴァンセンヌ牢獄に投獄された時には、『不謹慎な宝石』も罪状の一つに挙げられた。ディドロはこの時の尋問で『不謹慎な宝石』の著者であることを否定しているので、一部の研究者の中にはビュイジュー夫人が『不謹慎な宝石』の作者ではないかと考える者もいる。

## あらすじ
コンゴ王朝第123万4500代の国王マンゴギュルは、即位後10年も経たずに多くの戦争に勝利を収めて領土を拡張し王国の財政も再建した。また科学や芸術にも理解を示し、研究所やアカデミーを設立して保護したので、父で大王と称された先王のエルグブゼドと並ぶ名君と評されていた。さらに、マンゴギュルは美男で明るくかつ愛想もよく優しかったので、多くの女性の心をつかんでいた。
マンゴギュルには、美しく才気あふれる寵姫ミルゾザがいて、彼女はマンゴギュルの寵愛を一身に集めていた。しかし、ミルゾザが寵姫となってすでに4年が経ったので、2人の間にも退屈な空気が流れるようになっていた。ミルゾザは、マンゴギュルの退屈を晴らすために、マンゴギュル旧知の仙人キュキュファを呼び寄せることを提案した。呼び出されたキュキュファは、マンゴギュルに銀の指輪を渡す。この指輪は、指にはめて指輪の爪を女性に向けて回すと、その女性の「宝石（女性器）」が過去の性遍歴を語り出すという力を持った魔法の指輪であった。また、この指輪ははめている者の姿を見えなくするという力も持っていたので、マンゴギュルは女の部屋に自由に出入りして、「宝石」の語る性遍歴を聞くことができた。マンゴギュルは、寵姫ミルゾザが自分に貞淑であるかどうかを最も知りたかったが、ミルゾザが必死に懇願したので、ミルゾザに対してはこの指輪を使わないことにした。
マンゴギュルとミルゾザは「貞淑な女性」というものが実在するかを賭け、マンゴギュルは貞淑と思われる女性に指輪を使っていった。しかし、清純な修道女や淑女として知られた上流婦人らの放蕩が明らかになってしまい、ある者は屋敷に引き篭り、ある者は修道院に入り、ある者は逆に世間の目を気にすることなくさらに放蕩に走った。突然「宝石」が喋り出すという現象は、心当たりのある女性たちに恐怖をもたらし、「喋る宝石」の現象はアカデミーでも議論の的となった。「宝石」が喋らないよう携帯用の猿轡のような口籠を開発した男の元には、多くの上流婦人が殺到して買い求めたが、口籠をはめられた「宝石」はうまく喋れず窒息しそうになり、「宝石」の持ち主の女性を助けるために結局口籠を外すしかないことが判明した。
マンゴギュルは、女性たちの告白に飽きると牝馬に向って指輪を使った。牝馬の宝石の言葉を書き取るよう命じられた秘書官長は、「このような言葉の綴りを全く知りませぬ」と答えたため、宮廷から追放された。代わりに次長が聞こえたままに書き取り、マンゴギュルはそれを古代語や現代語に詳しい通訳や教授のあてに送った。彼らは、「ギリシア悲劇の一場面」「エジプト神学の断章」「ハンニバルの弔詞の冒頭部分」「孔子に捧げる祈り」などと分析した。
物語の最後で、マンゴギュルはついにミルゾザに対して指輪を使うが、ミルゾザの「宝石」からは、ミルゾザがマンゴギュルに対して貞淑であったことが語られるのだった。マンゴギュルは、ミルゾザが裏表のない女性であることを知って大喜びする。

## 主な登場人物

モデルとなった人物
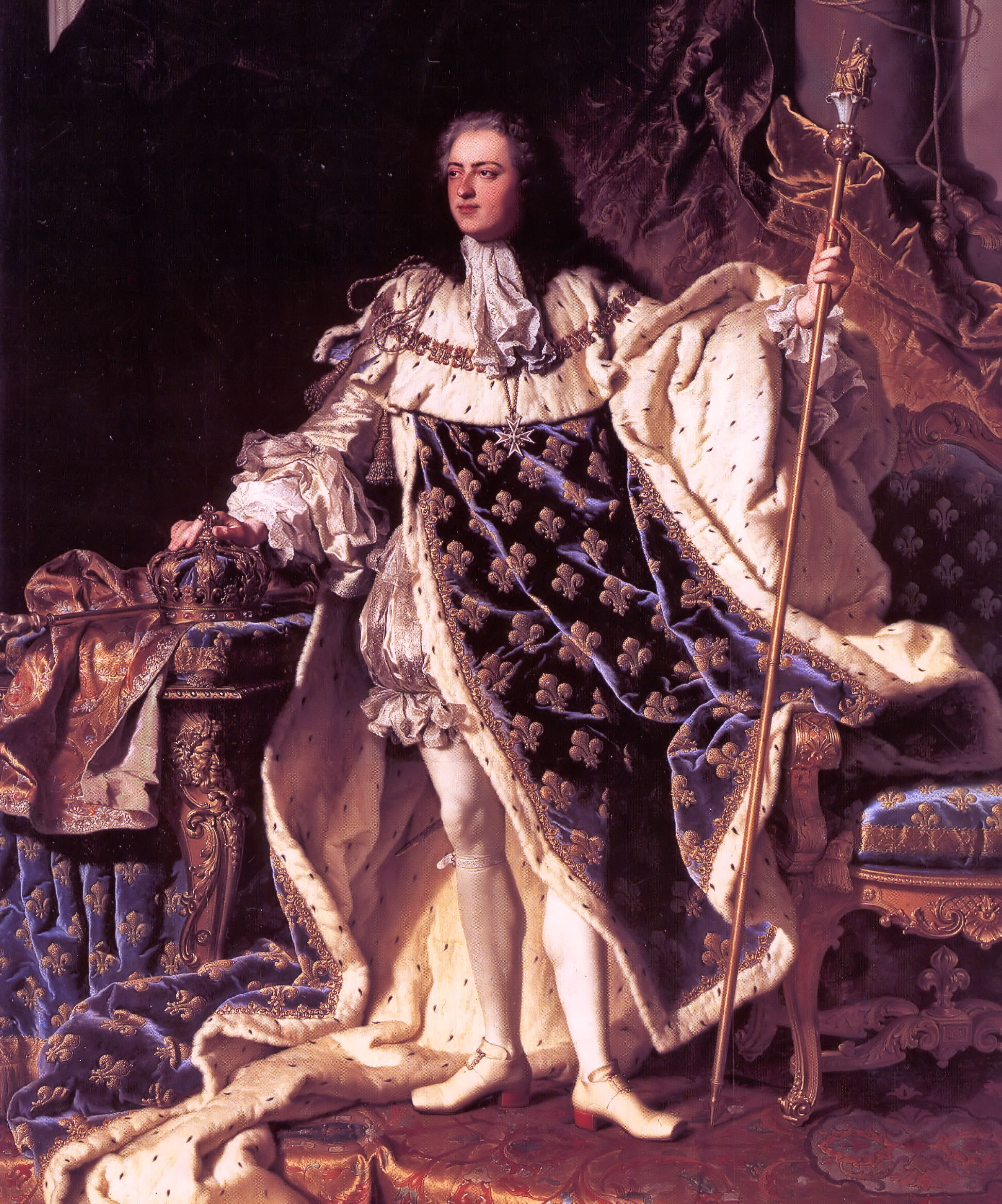
ルイ15世
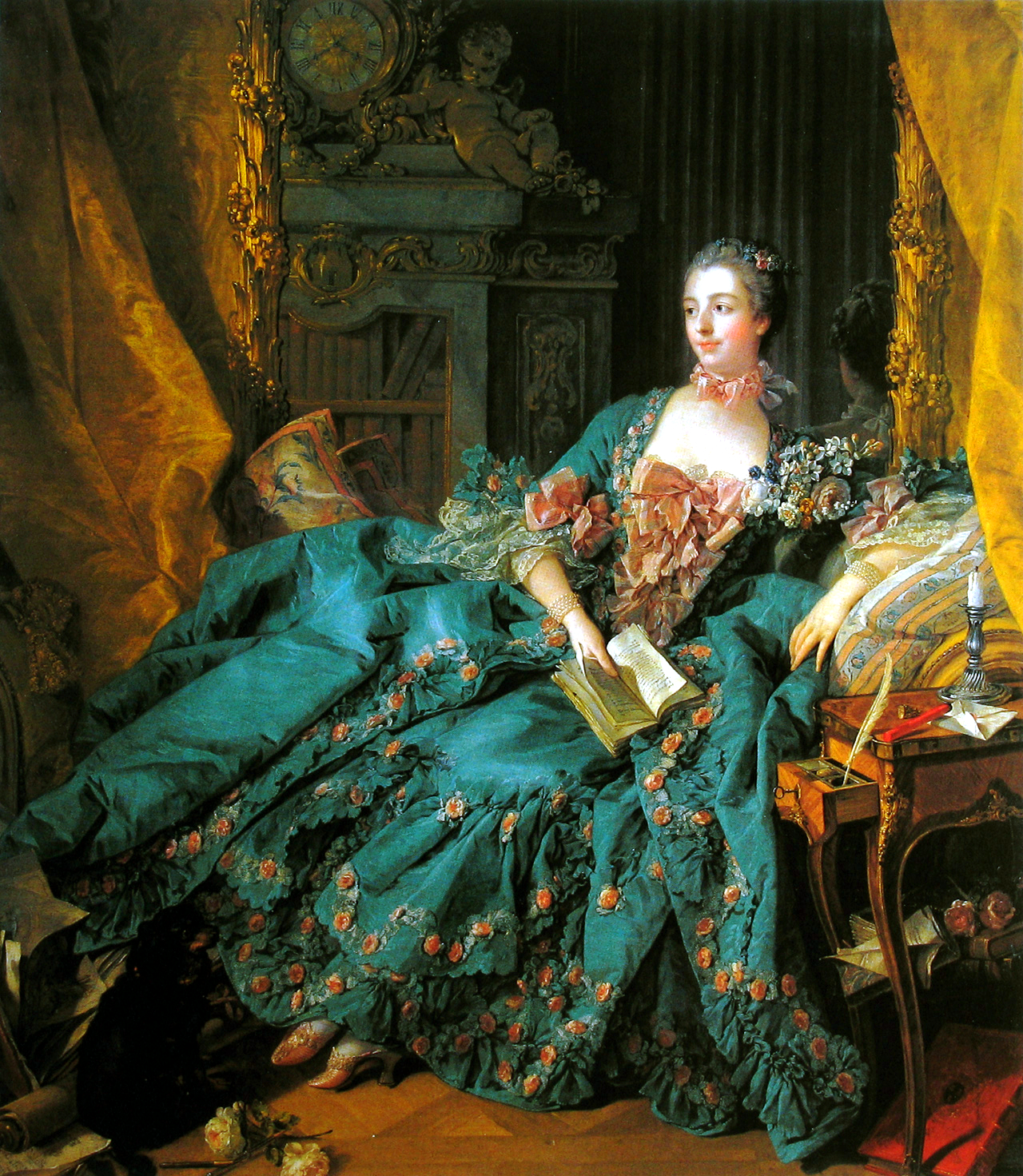
ポンパドゥール夫人
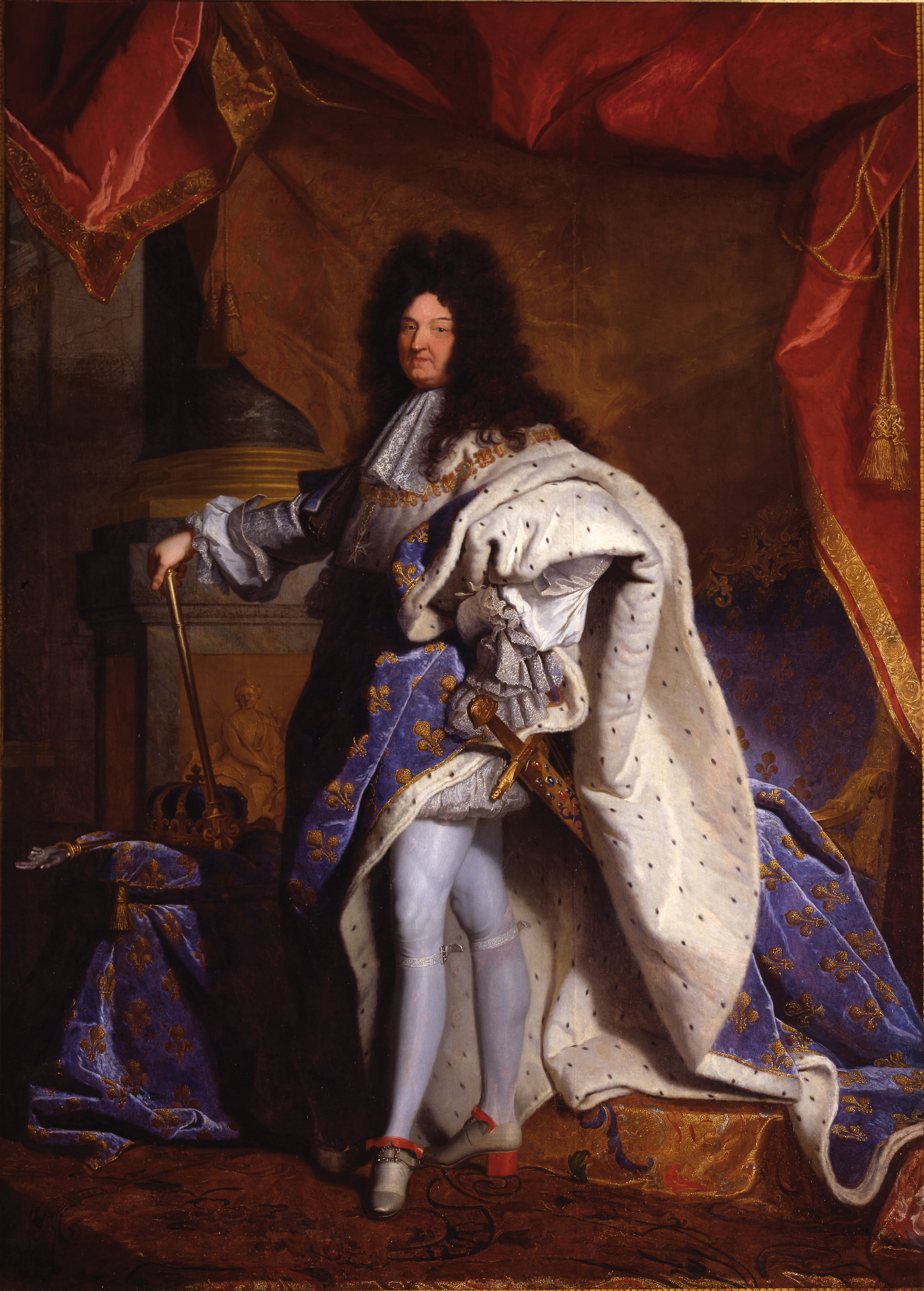
ルイ14世

マンゴギュル
コンゴ王朝第123万4500代の帝王。即位後10年経たずに多くの戦争を勝利に導いて領土を拡張し、財政を立て直し、科学や芸術を振興したことから名君と評されている。また、美男で性格も明るく粋であったので多くの女性に好かれる色男でもある。美貌のミルゾザを寵愛している。
ミルゾザの提案でキュキュファを呼び出し、魔法の銀の指輪を手に入れる。ミルゾザと「貞淑な女性」が実在するかを賭け、この指輪を用いて宮廷内外の女性の過去の性遍歴や秘密を聞き出していく。
モデルとなったのはフランス国王ルイ15世。
ミルゾザ
18歳でマンゴギュルの寵姫となり4年。マンゴギュルの退屈を紛らわすためにキュキュファを呼び出すことを提案した。
モデルとなったのはルイ15世の愛人ポンパドゥール夫人。
エルグブゼド
マンゴギュルの父で先代の国王。大王と称されている。
モデルとなったのはルイ15世の曽祖父で先王であるルイ14世。
キュキュファ
マンゴギュル旧知の仙人。世の煩わしさから逃れるため山中で暮らしていたが、ミルゾザの提案でマンゴギュルに呼び出されるとすぐに駆け付け、マンゴギュルに魔法の銀の指輪を渡した。
クレアンティス
若い修道女。清純な処女と思われていたが、実は2人の植木屋、1人の坊主、3人の騎兵隊の兵士と関係を持っていたことが明かされる。
シプリア
モロッコに生まれ、ヨーロッパ各地を訪れてきた女。フランスを振り出しに、ウィーン・ローマ・フィレンツェ・マドリードを経てコンスタンチノープルに至るまで、各地の男との性遍歴を赤裸々に語る。
エオリピール
アンゴラ・アカデミーの会員。女性たちのために「宝石」が喋ることができなくなる口籠を開発したが、結局役に立たなかった。
ジグザグ
マンゴギュルの秘書官長。牝馬の「宝石」が喋ることを書き取るように命じられたが、「私はこのような言葉の綴りを全く知りませぬ」と答えたため追放された。
- モデルとなった人物
- ルイ15世
- ポンパドゥール夫人
- ルイ14世

## 日本語訳
- ヂィドロ 著、耽奇館主人 訳『不謹慎な宝石』国際文献刊行会、1929年。

1,000部限定で刊行され、そのうち200部がコルク板表紙の贅沢版、50部がガラス表紙の超豪華版であった。超豪華版は当時の金額で10円で発売された。
- デニス・ヂィデロ 著、小林季雄 訳『不謹慎な宝石』操書房、1948年。
- ドウニ・ディドロ 著、新庄嘉章 訳『お喋りな宝石』大雅洞、1951年。

400部限定で刊行され、そのうち100部がコーネル革装で訳者の署名入りで製本されている。
- デイドロ、新庄嘉章（訳）、1956、「お喋りな宝石」、鈴木信太郎・渡辺一夫（編）『世界風流文学全集 5 フランス編（3）』、河出書房 pp. 79-253

初版になかった第16章・第18章・第19章は省略されている。また、第47章も、あまりに露骨な描写のため省略されている。
- ドゥニ・ディドロ 著、新庄嘉章 訳『お喋りな宝石』有光書房、1969年。

ヴァル・ド・ロアール社の豪華版をもとに、ジャン・ドゥラックの挿絵を再現している。ただし、挿絵が主体となっているので、原文の約半分の抄訳となっている。